# Lo Pi Ramut
Lo pi Ramut (Pinus nigra subsp. salzmannii) és un arbre que es troba al coll de Miralles (Arnes, la Terra Alta), el qual és, probablement, la pinassa de més envergadura de capçada (o, si més no, de les més grosses) de tot Catalunya.

## Dades descriptives
- Perímetre del tronc a 1,30 m: 3,15 m.
- Perímetre de la base del tronc: 5,96 m.[1]
- Alçada: 22 m.
- Amplada de la capçada: 15,50 m.
- Altitud sobre el nivell del mar: 961 m.

## Entorn
Es troba en una pineda de pinassa excepcional, la qual és una mostra de bosc ben gestionat. L'estrat herbaci està format per diverses espècies, com la pelosella i el marxívol. Pel que fa a lianes, mates i arbusts, hi creix l'heura, el serpoll, el grèvol, la pomereta, l'argelaga negra i la savina i, d'arbres, hi ha el teix, la carrasca i la blada. Hi viuen el reietó i l'esquirol. A l'entorn immediat de Lo pi Ramut, uns metres més endavant, arran del camí, i penjant d'un precipici, hi creix un vellíssim i recaragolat teix, d'enorme bellesa i, molt a prop i per sota, hi ha una altra pinassa, el Pimpollet, el qual també, amb el temps, podria arribar a ser un altre arbre monumental.

## Aspecte general
És una pinassa que es podria considerar de llibre, ja que és un arbre estèticament bonic abans de res. Presenta molt bon estat, no sembla tindre cap mancança i aparenta viure en total plenitud. Sembla clar que el biòtop on creix és òptim i que les condicions edaficoclimàtiques li són absolutament idònies. La seua capçada de gruixudes branques indica que ha tingut un creixement bastant solitari, sense altres arbres que l'hagin obligat a créixer en altura i ha pogut desenvolupar un bon sistema de brancatge. Li va caure un llamp fa anys, cosa que li va produir una ferida pràcticament vertical al tronc, però la ferida no presenta necrosi ni forats de consideració (és més, en més d'un punt, l'escorça està totalment regenerada i amaga la vella i contundent ferida). Va ser declarat Arbre Monumental per l'ordre del DARP de 8 de febrer de 1990 (DOGC 1262 de 2/3/90).

## Accés
És situat al Parc Natural dels Ports (vora la ruta "Pels Ports fins al mas del Torrero"). Agafem la pista cap als Ports des de la carretera que va d'Arnes a Horta de Sant Joan, situada poc després de passar una benzinera. Un cop arribem a l'àrea recreativa La Franqueta, travessem el pont que hi accedeix i seguim la pista amunt fins que arribem a la bassa dels bombers o al punt d'aigua del coll de Miralles (està pintada amb colors vermell i blanc). Un cop allà (hi ha cartells), escollim l'itinerari anomenat l'Escaleta Vella, en direcció a Terranyes. Aquesta sendera ens duu primer a Lo Pimpoll (després de caminar si fa no fa uns 10-12 minuts) i, una mica més endavant a Lo pi Ramut, caminant uns altres 10 minuts: GPS 31T 0271160 4525112.